# Papirus Oxyrhynchus 1242
Papirus Oxyrhynchus 1242 oznaczany jako P.Oxy.X 1242 – rękopis opisujący audiencję udzieloną przez cesarza Trajana dwom konkurencyjnym grupom wysłanników greckich i żydowskich z Aleksandrii. Jest to fragment Acta Alexandrinorum (Kroniki aleksandryjskiej) napisany w języku greckim przez nieznanego autora. Papirus ten został odkryty w Oksyrynchos. Manuskrypt jest datowany na początek III wieku n.e. Przechowywany jest w Department of Manuscripts Biblioteki Brytyjskiej (Inv. 2436). Tekst został opublikowany przez Bernarda Grenfella i Arthura Hunta w 1914 roku.
Manuskrypt został napisany na papirusie w formie zwoju. Rozmiary zachowanego fragmentu wynoszą 15,8 na 53,9 cm.